# Alexandre de Tricònion
Alexandre de Tricònion (en llatí Alexander Trichonius, en grec antic Ἀλέξανδρος) fou un dels comandants de la Lliga Etòlia els anys 219 i 218 aC.
Va dirigir l'atac contra la rereguarda de l'exèrcit de Filip V de Macedònia quan tornava de Thermus, però va fracassar i una bona part dels seus soldats van morir, segons diu Polibi.